# Olaf Engelhardt
Olaf Engelhardt (n. 2 martie 1951, Berlin, RDG) este un marinar ce a reprezentat Republica Democrată Germană, medaliat olimpic. A participat la 2 ediții ale Jocurilor Olimpice (1976, 1980) în care a câștigat o medalie de bronz.